# Spring Lake Park
Spring Lake Park – miasto w Stanach Zjednoczonych, w stanie Minnesota, w hrabstwie Anoka.